# Smörjmedel

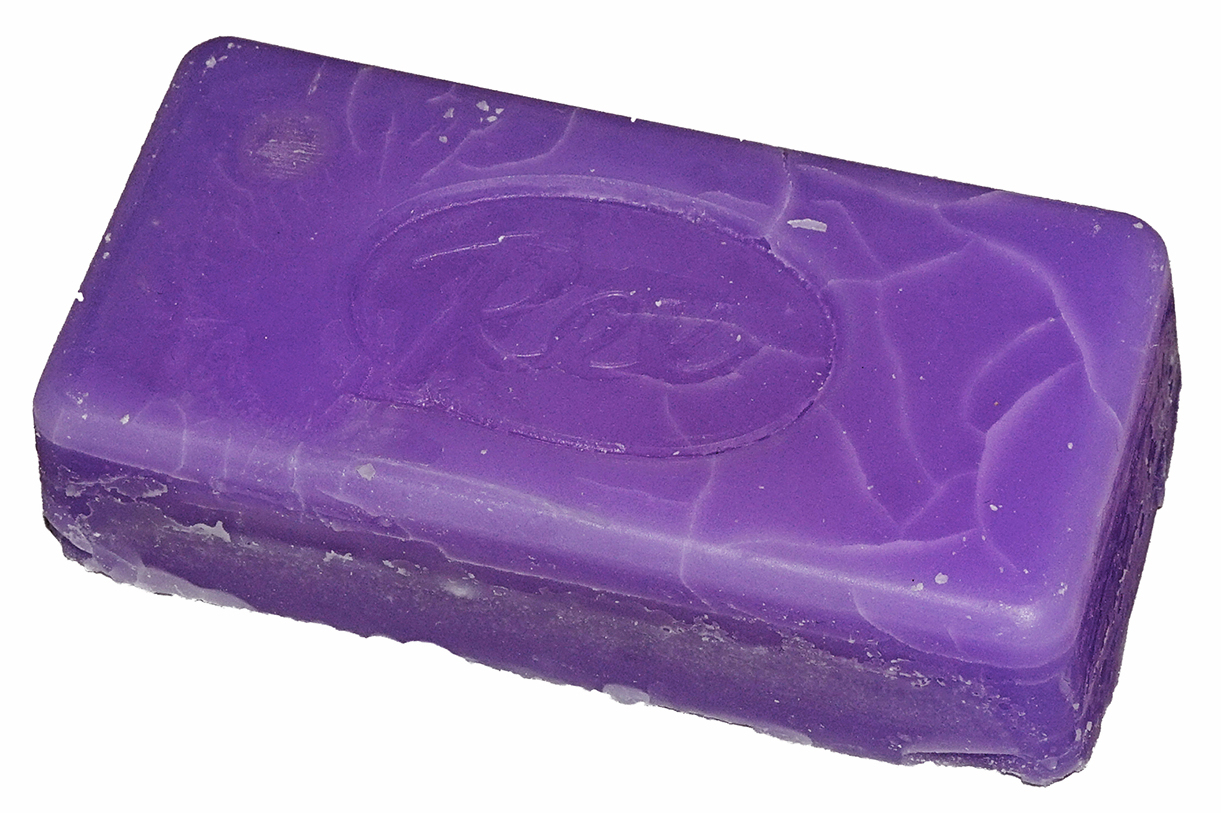
Skidvalla är ett smörjmedel.

Smörjmedel är ämnen eller preparat avsedda att optimera relativ rörelse mellan friktionspartners. Denna optimering innebär skydd av formen och ytstrukturen hos åtminstone en av friktionspartnerna (förebyggande av slitage och nötning) och minskning av energiförbrukningen under den relativa rörelsen (reducering av friktion) respektive justering av friktionskrafterna till en erforderlig nivå. 
Förutom att minska friktion och slitage har smörjmedel funktionen att avlägsna värme (kylning), korrosionsskydda, materialtransport (spåntransport vid metallbearbetning), kraftöverföring och styrning (hydraulvätskor), dämpning av oljud och vibrationer samt att forma en barriär mot omgivande påverkan. Smörjmedel kan särskiljas genom deras fysiska aggregationstillstånd till gasformiga, flytande, konsistenta (fetter, pastor) och solida smörjmedel. 

## Våtsmörjmedel
Smörjolja kan vara mineraloljebaserad eller baserad på estrar, silikoner eller polyglykoler.
Den delas in i olika klasser beroende på sin viskositet.
Vanliga användningsområden är förbränningsmotorer och kuggväxlar.
Syntetolja för förbränningsmotorer är antingen en mineralolja som har manipulerats genom diverse tekniska processer, så att den har fått förbättrade egenskaper eller en syntetiskt framställd olja, till exempel från råvaran etylen. Syntetoljor betingar ett betydligt högre pris än standardoljor. Dessa är vidare indelade i klassningssystemen API (American Petroleum Institute), ILSAC (International Lubricants Standardization and Approval Committee) och ACEA (Association des constructeurs européens d'automobiles). Viskositeten för oljans främsta verkningsområde mäts med siffror, till exempel; 5w10 till 15w50. Den första oljan är tunn och den sista mer trögflytande för användning i till exempel mc-motorer.
- Växellådsoljor viskositet vid 25oC.  S A E 80 100-400 cs. S A E 90 400-1000 cs. S A E 140 1000-2200 cs.[2]

Silikonfett är ett smörjfett baserat på silikonolja och används lämpligen till smörjning av kul-, rull- och glidlager. Silikonfett tål relativt höga temperaturer och är ej elektriskt ledande, det härsknar ej och reagerar inte med omgivningen.
Klassindelning kan göras även efter de arbetsförhållanden som råder vid smörjstället. Exempelvis har hypoidolja givits egenskapen att uthärda de höga tryck, som råder i hypoidkuggväxlar.

## Torrsmörjmedel
Grafit, molybdendisulfid och PTFE är exempel på torrsmörjmedel.

### Grafitsmörjmedel
Grafitsmörjmedel kan bestå av enbart grafit eller blandas med talk för smörjning av lager utsatta för så hög temperatur eller tung belastning att andra smörjmedel ej kan användas och det är främst kristallinsk grafit som här kommer till användning. Grafit används även som tillsats i konsistensfett och smörjolja.
I konsistensfett kan man använda kristallinsk grafit i halter av 2 – 10 %. Detta används för smörjning av trälager och till lager och kugghjul utsatta för höga belastningar i långsamtgående maskiner.
Den till grafitsmörjmedel använda grafiten bör vara så ren som möjligt, eftersom närvaro av kisel, aluminium och dylikt ökar slitaget.
Medan grafit i smörjfett har sin givna användning, lämpar den sig mindre bra som tillsats i smörjolja, eftersom den på grund av sin höga specifika vikt till och med i fint pulveriserad form faller ut ur oljorna. Däremot används konstgjord grafit, som genom en speciell metod sönderdelas till mindre än 1 my i kornstorlek (kolloidal grafit) som tillsats till motoroljor.